# Fábio Mozart
Fábio Mozart Marinho da Costa (Timbaúba, 25 de outubro de 1955), ou simplesmente Fábio Mozart, é um escritor, dramaturgo, jornalista e radialista brasileiro.

## Biografia
Radicado na Paraíba (Itabaiana e João Pessoa) desde a década de 1960, Fábio participou da fundação da Sociedade Cultural Poeta Zé da Luz e Sociedade Amigos da Rainha do Vale do Paraíba, além do Grupo Experimental de Teatro de Itabaiana. Editou os jornais Alvorada e Alquimia do Verbo. Ainda como jornalista, colaborou n’A Folha, de Itabaiana, Umari Notícias, de Mari, A Folha de Sapé e Tribuna de Mogeiro. 
Fundador e editor da Tribuna do Vale — mensário que circula nas cidades do vale do rio Paraíba, pertenceu ao corpo redacional do Monitor Maçônico e foi repórter do jornal O Norte, de João Pessoa, na década de 1970.
Contribuindo para a defesa de sua classe profissional, fundou o Sindicato dos Trabalhadores Ferroviários do Estado da Paraíba, quando era radiotelegrafista da Rede Ferroviária Federal S.A..
Como radialista, foi um dos pioneiros da radiofonia itabaianense, tendo atuado no setor de jornalismo da extinta Rádio Difusora Nazaré, uma das primeiras experiências radiofônicas na terra de Zé da Luz. Fundou a Rádio Comunitária Araçá, de Mari (1998), Rádio Comunitária Vale do Paraíba em Itabaiana (2004) e Rádio Comunitária Zumbi dos Palmares, em João Pessoa (2005). É membro da Associação Brasileira de Radiodifusão Comunitária no Estado da Paraíba - ABRAÇO-PB. 
Dedicando-se ao teatro desde 1976, quando fundou o Grupo Experimental de Teatro de Itabaiana (Geti), dirigiu também o Coletivo Dramático de Mari (Codrama) e fundou o Teatro Nautília Mendonça, em Itabaiana (extinto). Atuou nos espetáculos Dois Perdidos numa Noite Suja, de Plínio Marcos, e em suas peças A Peleja de Lampião com o Capeta, O Batalhão das Sombras e ABC de Zé da Luz, o Poeta do Povão.
Fundou também a Liga Mariense de Futebol e a Associação Atlética do Canteiro.

## Livros publicados
- Lira Desvairada (1985)
- Pátria Armada (1998)
- Democracia no Ar – Histórias de Lutas pela Democratização das Comunicações na Paraíba (2004)
- Manoel Xudu, o Príncipe dos Poetas Repentistas (2006)
- História de Itabaiana em versos e algumas crônicas "reais" (2007)
- Biu Pacatuba um herói do nosso tempo (2010)

## Peças
- A Peleja de Lampião com o Capeta
- A Profunda e Federal Tragédia da Novela das Nove
- Nem Só de Pau Vive o Homem
- O Lavrador a Caminho do Calvário
- ABC de Zé da Luz, o Poeta do Povão
- Mari, Araçá e Outras Árvores do Paraíso
- Cantiga de Ninar na Rua
- O Batalhão das Sombras
- O Banquete Final
- Auto da Paixão